# Joseph Sadi-Lecointe
Sadi Joseph Lecointe, meglio conosciuto semplicemente come Joseph Sadi-Lecointe (Saint-Germain-sur-Bresle, 11 luglio 1891 – Parigi, 15 luglio 1944), è stato un militare e aviatore francese, pilota primatista mondiale sia di velocità che di altitudine, nella sua carriera ha vinto numerose manifestazioni sportive come la Coupe Deutsche de la Meurthe, la Coupe Gordon-Bennett e la Coupe Beaumont.

## Biografia

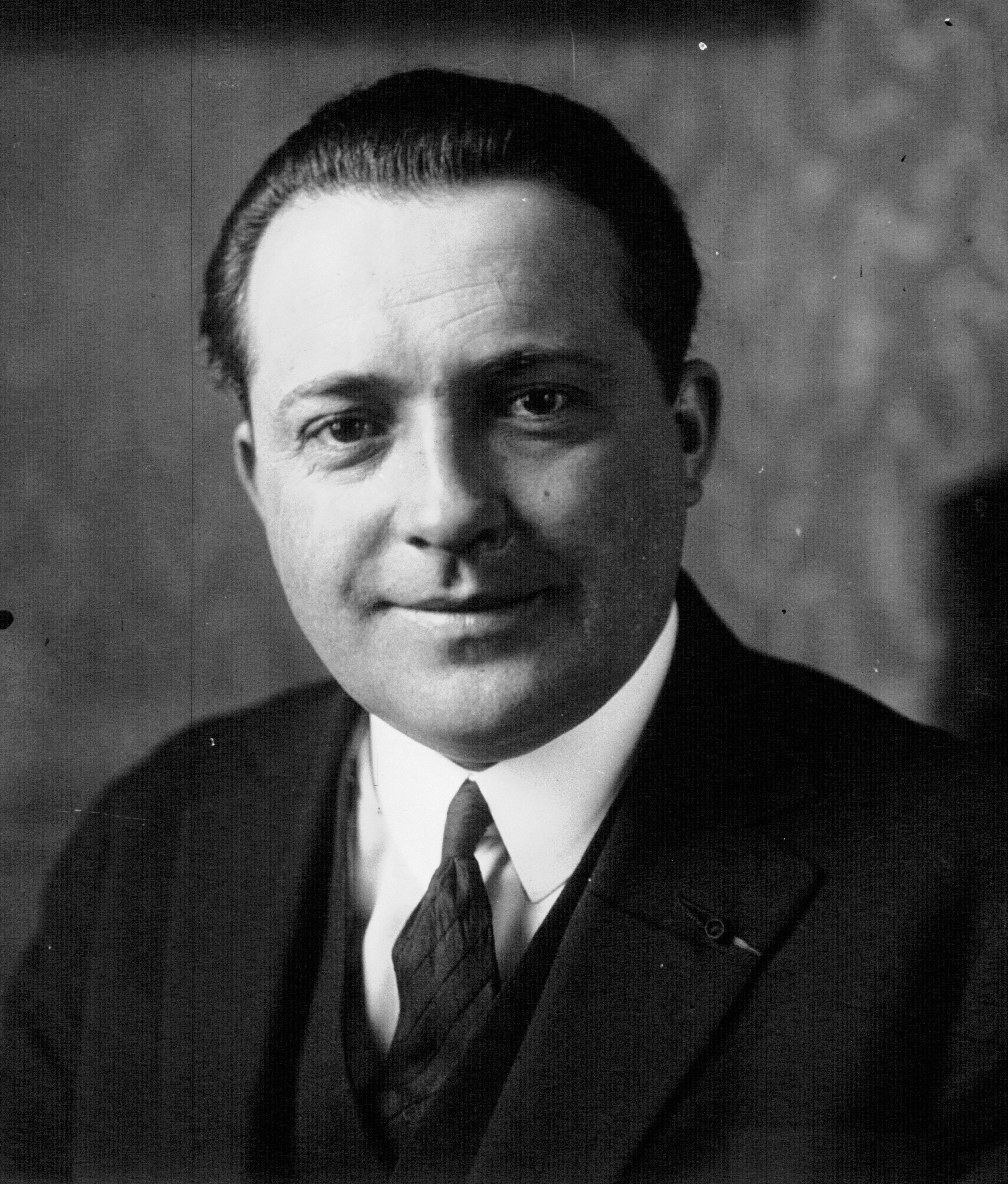
Joseph Sadi-Lecointe nel 1924

Sadi Joseph Lecointe nasce l'11 luglio 1891 a Saint-Germain-sur-Bresle (Somme). Dopo aver frequentato le scuole primarie nella sua città natale, inizia a lavorare come lattoniere, per essere poi assunto in qualità di meccanico-saldatore presso la piccola officina aeronautica dell'ingegner Mésiret, che realizza un aereo monoplano chiamato Zenith. Il giovane Sadi-Lecointe si propose a Mésiret per collaudare l'aereo, senza mai avere preso alcuna lezione di pilotaggio. Ottenuta la fiducia del progettista compie il suo primo volo con lo Zenith il 30 gennaio 1910, sul campo d'aviazione di Issy-les-Moulineaux. In seguito lo sviluppo dello Zenith viene abbandonato, ma in quella occasione Sadi-Lecointe si rivela un pilota eccezionale, e si appassiona all'arte del volo a motore. Si brevetta il 10 febbraio 1911 (brevet civil nº 431) con un velivolo Blériot-Anzani. A partire da questo momento Sadi-Lecointe effettua numerose dimostrazioni in volo nelle principali città francesi con il suo Blériot XI. L'8 ottobre 1912 si arruola nell'Armée de terre e viene assegnato al 1er Regiment de génie di Versailles. Dopo il tirocinio sul campo di addestramento di Satory consegue il brevetto di pilota militare (breveté militaire nº 375) presso la scuola di volo Bleriot di Étampes il 20 settembre 1913, per venire poi mandato presso l'Escadrille BL 3 in qualità di meccanico.
Allo scoppio della prima guerra mondiale, il 3 agosto 1914, è caporale pilota presso l'Escadrille BL 10 di Belfort, assegnata alla neocostituita IX Armée del generale Ferdinand Foch. Si distingue immediatamente compiendo numerose missioni di ricognizione sulle linee tedesche. Il suo velivolo è il primo aereo francese danneggiato dal tiro contraereo nemico, il 7 agosto 1914 (l'osservatore a bordo, capitano Langlois, rimane ferito). Nel settembre 1914 viene promosso sergente. Il 29 marzo 1915 raggiunge l'Escadrille de combat MS 48 di Villacoublay, dotata di Morane-Saulnier Type L. In seguito il reparto viene riequipaggiato dapprima con i biposto Nieuport 10, e poi con i monoposto da caccia Nieuport 11. Viene promosso adjudant nell'aprile 1915, venendo citato due volte all'Ordine del giorno dell'Esercito francese. Il 19 dicembre dello stesso anno diviene capo pilota istruttore presso la scuola di pilotaggio (école de pilotage) di Avord, vicino a Bourges, dove addestra più di 1.500 piloti (o 1.150 secondo altre fonti), tra cui i futuri assi Georges Guynemer, Maurice Boyau (35 vittorie) e Michel Coiffard (34 vittorie). Partecipa anche all'addestramento dei volontari americani. Promosso sottotenente nell'ottobre 1916, il 17 settembre 1917 viene distaccato come collaudatore presso l'industria Blériot-SPAD, dove contribuisce alla messa a punto dei caccia SPAD S.VII e SPAD S.XIII.
Congedato al termine del conflitto, viene assunto come pilota presso la Blériot-SPAD, alle dipendenze del direttore tecnico André Herbemont. Nel 1919 partecipa con un velivolo idrovolante SPAD-Herbemont S.XX alla Coppa Schneider tenutasi a Bournemouth, Gran Bretagna. Viene poi assunto come pilota collaudatore presso l'industria aeronautica Nieuport-Astra. Presso questa azienda Sadi-Lecointe conquista numerosi record mondiali di velocità ed altitudine, oltre alle vittorie nelle prestigiose Coupe Deutsch de la Meurthe, Gordon-Bennett, Beaumont.
Tra il 20 e il 21 settembre 1920 partecipa alla Coppa Schneider a Venezia, ma si ritira per noie meccaniche. L'8-9-10 ottobre dello stesso anno partecipa al Gran Meeting Aéronautique di Buc, organizzato sotto il patrocinio del Presidente della Repubblica francese Raymond Poincaré, del segretario di stato per l'aeronautica P. E. Flandin, e del presidente dell'Aero Club de France, Conte Henri de la Vaulx.
Dal 26 marzo al 2 aprile 1922 partecipa alla settimana d'aviazione di Nizza assieme ad altri grandi aviatori come: Francesco Brack Papa, Charles Nugesser, Willy Coppens, René Fonck, Arturo Ferrarin, Alfred Fronval, Henri Farman, Gilbert Sardier, Lucien Bossoutrot, Gustave Douchy e Jean-Claude Barnard. Il 20 novembre dello stesso anno, assieme a Léon Bathiat, Joseph Frantz, Jean-Claude Bernard e Paul Schneider, fonda ad Étampes l'associazione benefica Les Vieilles Tiges, con lo scopo di raggruppare ed aiutare i vecchi aviatori che avevano partecipato alla prima guerra mondiale.
In seguito al suo divorzio riprende servizio presso l'aeronautica militare, partecipando alla campagna del Rif, in Marocco, tra il 1925 e il 1927. Viene assegnato al 37ème Régiment Aérien effettuando una quarantina di missioni belliche, ottenendo la promozione a capitano e tre citazioni all'ordine del giorno dell'esercito francese.
Nel 1927 crea l’Association des Professionnels Navigants de l'Aviation (A.P.N.A.), di cui diviene presidente. In questa qualità si occupa di assicurazioni, fondi di previdenza e dello statuto del personale navigante. Tra il 1937 ed il 1938, su iniziativa del Ministro dell'Aviazione Pierre Cot, organizza le scuole di Aviazione Popolare (écoles de l'Aviation Populaire) e viene nominato Ispettore Generale dell'Aviazione Civile e dell'Aviazione Popolare.
Allo scoppio della seconda guerra mondiale, nel settembre 1939, viene mobilitato con il grado di tenente colonnello e nominato Ispettore Generale delle scuole di volo. Dopo l'armistizio del giugno 1940, e la successiva smobilitazione, il regime di Vichy gli revoca tale incarico per via delle sue opinioni politiche. Amico di Jean Moulin, diviene affiliato alla resistenza francese, partecipando alla rete spionistica “Aviation” attiva nella zona libera. Dopo l'occupazione tedesca della Francia libera, l'11 novembre 1942, si trasferisce a Parigi, dove diviene membro delle rete “Rafale Andromède”. Viene arrestato dalla Gestapo il 21 marzo 1944 ed imprigionato a Fresnes. In seguito alle torture subite durante gli interrogatori durati tra il 21 ed il 29 maggio, muore presso l'ospedale Saint Louis di Parigi il 15 luglio 1944, poco dopo la liberazione. Dapprima sepolto al cimitero di Père-Lachaise, il 19 maggio 1946 la sua salma viene traslata nelle tomba di famiglia nel cimitero di Beaucamps-le-Jeune (Somme). Sulla sua tomba vi è scritto: Morto per la Francia. Il 10 ottobre 1946 è promosso postumo al grado di colonnello della riserva aeronautica, con decorrenza retroattiva dal 5 gennaio 1943. Sono intitolate a lui vie a Vélizy-Villacoublay, Blois, Loir-et-Cher e una nel diciannovesimo arrondissement di Parigi.

## Record del mondo e trofei sportivi
- 30 settembre 1919, record mondiale di velocità, su SPAD-Herbemont S.XX (motore 300 hp), con 267 km/h[4]
- 5 novembre 1919, record mondiale di altitudine su SPAD-Herbemont S.XX (motore 300 hp), con 8.900 m[4]
- 7 febbraio 1920, a Villacoublay record mondiale di velocità, su Nieuport-Delage NiD.29V (motore 320 hp), con 275,872 km/h
- 10 ottobre 1920, a Buc record mondiale di velocità, su Nieuport-Delage NiD.29Vbis (motore Hispano-Suiza 330 hp), con 296,94 km/h[7]
- 20 ottobre 1920, a Villacoublay record mondiale di velocità, su Nieuport-Delage NiD.29Vbis (motore Hispano-Suiza 330 hp), con 302,529 km/h[8]
- 12 dicembre 1920, record mondiale di velocità, su Nieuport-Delage NiD.29Vbis (motore Hispano-Suiza 330 hp), con 313,043 km/h[9]
- 20 settembre 1921, a Villesauvage record mondiale di velocità, su Nieuport-Delage Sesquiplan (motore 300 CV), con 330,043 km/h[10]
- 21 settembre 1922, a Villesauvage record mondiale di velocità, su Nieuport-Delage Sesquiplan (motore 341 hp), con 341 km/h[11][12]
- 15 febbraio 1923, a Istres record mondiale di velocità, su Nieuport-Delage NiD.42S (motore 600 hp), con 375 km/h[13]
- 5 settembre 1923, record mondiale di altitudine, su Nieuport-Delage NiD.40R (motore 400 hp)  con 10.741 m[4]
- 30 ottobre 1923, record mondiale di altitudine, su Nieuport-Delage NiD.40R (motore 400 hp)  con 11.425 m[4]
- 11 marzo 1924, a Triel-sur-Seine record mondiale di altitudine per idrovolanti, su Nieuport-Delage NiD.40RH (motore 400 hp)  con 8.980 m[14]
- 3 gennaio 1920, Coupe Deutsche de la Meurthe su Nieuport-Delage NiD.29V[3] alla media di 266,314 km/h
- 28 settembre 1920, Coupe Gordon-Bennett a Etampes su Nieuport-Delage NiD.29V[3] alla media di 271 km/h[15]
- 15 febbraio 1924, Coupe Beaumont a Istres su Nieuport-Delage NiD.42S[16] con 375 km/h[17]
- 18 ottobre 1925, Coupe Beaumont su Nieuport-Delage NiD.42S[16] per abbandono del velivolo concorrente Salmson SB-3

## Onorificenze
(lista parziale)
- Grande Médaille d'Or de l'Aéro-Club de France